# フラッシュポイント (アルバム)
『フラッシュポイント』(Flashpoint)は、1991年にリリースされたローリング・ストーンズ通算5枚目（アメリカでのみ発売されたガット・ライヴ・イフ・ユー・ウォント・イット!を含めた場合）のライブ・アルバム。

## 概要
1989年から1990年にかけて行われたスティール・ホイールズ／アーバン・ジャングルワールドツアーを収めた内容になっている。ただし「ハイワイアー」、「セックス・ドライヴ」の2曲はスタジオ録音の新曲で、ビル・ワイマン脱退前最後の作品である。
全体的にかなりアップ・テンポなアレンジになっており、演奏もかなり充実している。その様子は一曲の「スタート・ミー・アップ」から良くわかる。サポートメンバーにマット・クリフォードなどが加わっているためか当時のテクノロジーがかなり前面に出ているのが耳につくが、60年代や70年代には演奏できなかったような曲（サイケデリック時代のものなど）も演奏されており、「黒くぬれ!」では、イントロが始まると観客の大歓声が沸いていることからも、それまでのストーンズとは一線を画していることが窺われる。その意味で、マット・クリフォードらの貢献度も大きい。演奏自体が良く、バンドそのものに勢いもあったため、収録された曲はベスト的アレンジなものが多い。
また初来日ということもあってか、日本公演のライブ・バージョンも収録されている。このため曲によっては開始前（または終了後）にミック・ジャガーによる日本語でのMCが収録されたものもある。収録された「ファクトリー・ガール」はバンド史上、同ツアー後半にあたるアーバン・ジャングル・ヨーロッパツアーで数回しか演奏されていない、希少プレイナンバーである。収録はされたがこのアルバムには収められなかった曲が幾つかあり、それらはシングルのカップリングなどで発表された。
1998年に本作はヴァージン・レコードによってリマスターの上再発売され、2009年にはユニバーサル ミュージック グループにより更なるリマスターで再々発売された。リマスター盤収録の「セックス・ドライヴ」はシングル・バージョンに差し替えられている。

## 収録曲
特筆無い限りジャガー/リチャーズ作詞作曲。
1. （イントロ）コンチネンタル・ドリフト - (Intro) Continental Drift 0:29
2. スタート・ミー・アップ - Start Me Up 3:54
3. サッド・サッド・サッド - Sad Sad Sad 3:33
4. ミス・ユー - Miss You 5:55
5. ロック・アンド・ア・ハード・プレイス - Rock And A Hard Place 4:51
  - 日本公演から。終盤にミックの日本語MC（ちょっとここでペースを落とします）が入る。
6. ルビー・チューズデイ - Ruby Tuesday 3:34
7. 無情の世界 - You Can't Always Get What You Want 7:26
8. ファクトリー・ガール - Factory Girl 2:48
  - 曲が始まる前にミックが、ビル・ワイマンに対して「どのアルバムからの曲?」と訊いているMCがそのまま収録されている。
9. キャント・ビー・シーン - Can't Be Seen 4:17
10. リトル・レッド・ルースター - Little Red Rooster (Willie Dixon) 5:15
  - エリック・クラプトンがゲスト参加している。
11. 黒くぬれ! - Paint It Black 4:02
12. 悪魔を憐れむ歌 - Sympathy For The Devil 5:35
  - これも日本公演から。曲終了後にミックの日本語MC（まだまだつっづくよー）あり。
13. ブラウン・シュガー - Brown Sugar 4:10
14. ジャンピン・ジャック・フラッシュ - Jumpin' Jack Flash 5:00
15. サティスファクション - (I Can't Get No) Satisfaction 6:08
16. ハイワイアー - Highwire 4:46
  - アルバムに先駆けてシングルカットされたスタジオ収録曲[注釈 2]。湾岸戦争への皮肉を歌っているが、シングルリリース時には湾岸戦争は終結していた。
17. セックス・ドライヴ - Sex Drive 4:28
  - スタジオ収録曲[注釈 3]。